# (5022) Roccapalumba
(5022) Roccapalumba est un astéroïde de la ceinture principale.

## Description
(5022) Roccapalumba est un astéroïde de la ceinture principale. Il fut découvert le 23 avril 1984 à La Silla par Walter Ferreri. Il présente une orbite caractérisée par un demi-grand axe de 3,15 UA, une excentricité de 0,09 et une inclinaison de 11,1° par rapport à l'écliptique.

## Compléments